# Pichi Huinca
Pichi Huinca är en ort i Argentina.   Den ligger i provinsen La Pampa, i den centrala delen av landet, 600 km väster om huvudstaden Buenos Aires. Pichi Huinca ligger 244 meter över havet och antalet invånare är 228.
Terrängen runt Pichi Huinca är platt, och sluttar österut. Runt Pichi Huinca är det mycket glesbefolkat, med 2 invånare per kvadratkilometer.. Närmaste större samhälle är La Maruja, 15,8 km väster om Pichi Huinca.
Omgivningarna runt Pichi Huinca är i huvudsak ett öppet busklandskap.